# Revelação fotográfica

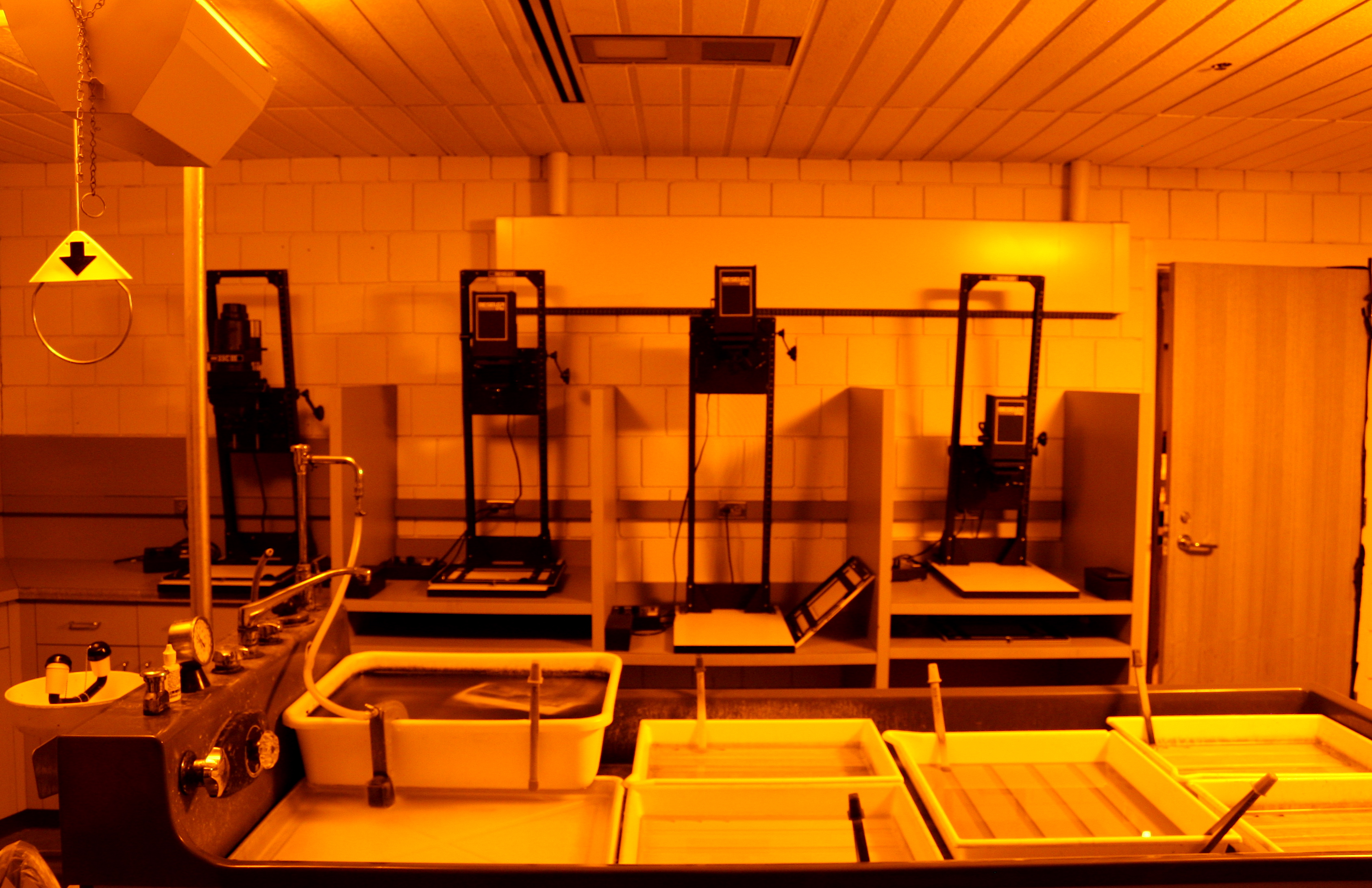
Uma sala escura e equipamentos de revelação.

Revelação fotográfica é o processo de transformação da imagem latente registada no filme fotográfico em imagem visivel através de processo químico.
A luz sensibiliza os cristais de prata contidos na emulsão fotográfica que sofrem alterações que resultarão em sua transformação em prata metálica. Para efetivar esta transformação é necessário um acúmulo de energia luminosa.
Quando uma pequena exposição é dada ao filme, os haletos de prata sofrem uma alteração mínima não perceptível (visível somente no microscópio eletrónico), e essa alteração chama-se imagem latente.
A revelação, por processo de oxirredução, aumenta em cerca de 1 bilhão de vezes a energia captada, concluindo sua transformação em prata metálica, produzindo assim uma imagem visível.
Os haletos não expostos e, portanto, não reduzidos continuam fotossensíveis, e serão eliminados no processo de fixação.
Todo processo químico (ou reação química) é influenciado por alguns fatores: Concentração ou diluição do agente; Temperatura; Agitação; Tempo.

## Processo de revelação

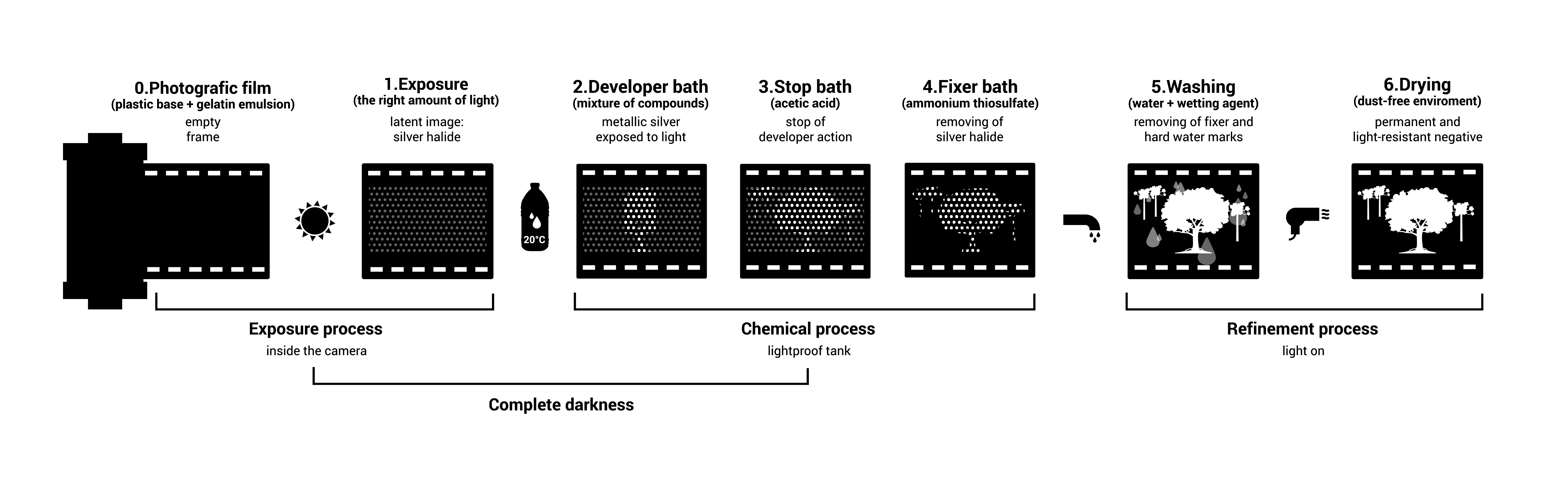
Etapas do processo fotográfico: Processo de exposição (0. Filme fotográfico virgem 1.Exposição à luz), Processo químico (2. Banho com revelador, 3. Banho com interruptor, 4. Banho com fixador), e Processo de refinamento (5. Lavagem e 6. Secagem).

### Revelador
A função do revelador é concluir a transformação dos haletos de prata contidos no papel em prata metálica, através do processo de oxirredução. Neste processo o agente revelador se oxida, ’doando’ seu elétron ao haleto de prata, o que o transforma em prata metálica negra. Os reveladores são soluções alcalinas, e as fórmulas mais utilizadas são à base de metol e hidroquinona.

### Interruptor
A função do interruptor é neutralizar a ação da solução reveladora presente na emulsão, alem de tornar o meio gelatinoso ácido, preparando-o para o fixador, que também é ácido.
Pelo fato das soluções reveladoras serem básicas (alcalinas) utilizam-se soluções ácidas para interromper sua ação.
A maioria das soluções de interruptor são à base de acido acético glacial (o mesmo contido no vinagre), podendo também ser utilizado o ácido cítrico.

### Fixador
A função do fixador é retirar da emulsão os cristais de prata (haletos) não sensibilizados pela exposição e, portanto, não transformados em prata metálica na revelação.
A base das soluções fixadoras é o tiossulfato de sódio, pois este elemento reage com os cristais de prata formando complexos solúveis em água, provocando desta forma a dissolução dos haletos de prata não expostos e a preservação da imagem.
Por ser responsável pela preservação da imagem, deve-se estar atendo a este processo, pois a permanência de resíduos, provenientes desta reação, ao longo do tempo acabarão decompondo-se, atacando e manchando a imagem de prata metálica

### Lavagem
A função da lavagem é remover da emulsão os produtos químicos do fixador.
A lavagem tem o importante papel de remover esses produtos deixando na emulsão somente a imagem de prata metálica. Pois, se o tiossulfato de sódio do fixador e o tiossulfato de prata, resultante da fixação, permanecerem na emulsão, atacarão a imagem produzindo descoloramento e manchas.
A retirada dos produtos na lavagem acontece por difusão, ou seja, os sais migram do meio mais concentrado (emulsão) para o meio menos concentrado (água). Isso se baseia no fato de que duas soluções tendem a se equilibrar. Por isso a água tem de ser trocada constantemente.
Para diminuir o tempo de lavagem e aumentar sua eficiência, pode-se utilizar soluções de auxiliar de lavagem à base de sulfito de sódio (processo descoberto por fotógrafos da marinha americana, ao utilizarem água do mar na lavagem dos filmes nos navios).

### Secagem
Antes da secagem, deve-se utilizar uma solução surfante (espécie de detergente), para que seja reduzida a tensão superficial da água, evitando assim, a formação de gotas durante a secagem. Pois a formação de gotas na emulsão durante a secagem pode gerar marcas no filme, devido ao "inchaço" que a emulsão sofre quando molhada.
A secagem natural é considerada sempre ideal, por não forçar a desidratação do filme. Estufas podem ser usadas, desde que a temperatura interna não ultrapasse os 40ºC.